# Alexiola
Alexiola är ett släkte av skalbaggar. Alexiola ingår i familjen vivlar.
Kladogram enligt Catalogue of Life:
| Alexiola | \| \| Alexiola aranea \| \| \| \| \| \| Alexiola kaldzhirica \| \| \| \| |
|          | \| \| Alexiola aranea \| \| \| \| \| \| Alexiola kaldzhirica \| \| \| \| |
|          | Alexiola aranea                                                          |
|          |                                                                          |
|          | Alexiola kaldzhirica                                                     |
|          |                                                                          |